# Konin Wąskotorowy
Konin Wąskotorowy – dawna wąskotorowa stacja kolejowa w Koninie, w woj. wielkopolskim, w Polsce. Początkowo perony kolejki wąskotorowej znajdowały się na południe od stacji Konin, u zbiegu obecnych ulic Dworcowej i Poznańskiej, a na budynek dworca zaadaptowano budynek mieszkalny. W 1921 roku stare budynki stacyjne zlikwidowano, a samą stację przeniesiono w okolice głównej stacji kolei normalnotorowej. Wybudowano tam nowy dworzec dla wąskotorówki oraz prowizoryczną parowozownię. Tory wąskotorowe zlikwidowano około 1965 roku, kiedy to rozebrano linię na odcinku od Jabłonki Słupeckiej do Konina z racji tworzenia przez KWB Konin nowych odkrywek węgla brunatnego. Na początku lat 70. XX wieku, w zastępstwie zlikwidowanej linii, wybudowano linię nr 388 Konin – Kazimierz Biskupi, która miała przebieg podobny do rozebranej linii wąskotorowej.